# (33641) 1999 JZ81
1999 JZ81 (asteroide 33641) é um asteroide da cintura principal. Possui uma excentricidade de 0.13230080 e uma inclinação de 13.93161º.
Este asteroide foi descoberto no dia 12 de maio de 1999 por LINEAR em Socorro.